# 7 ragazze innamorate
7 ragazze innamorate (Seven Sweethearts) è un film del 1942 diretto da Frank Borzage. Interpretato da Kathryn Grayson, il film è il remake di The Seven Sisters, un film muto del 1915 diretto da Sidney Olcott con Madge Evans.

## Produzione
Il film fu prodotto dalla Loew's (con il nome Loew's Incorporated) e Metro-Goldwyn-Mayer.
Film musicale, Sette ragazze innamorate presenta alcuni brani tra cui Je suis Titania, tratto dall'opera Mignon di Ambroise Thomas (libretto di Jules Barbier e Michel Carré). I numeri danzati hanno la direzione di Ernst Matray.

## Distribuzione
Distribuito dalla Loew's (con il nome Loew's Incorporated) e Metro-Goldwyn-Mayer, il film uscì nelle sale cinematografiche USA il 13 novembre 1942, presentato in prima a New York.